# 纤红螯蛛
纤红螯蛛（学名：Chiracanthium fibrosum）为管巢蛛科红螯蛛属的动物。在中国大陆，分布于湖南等地。该物种的模式产地在湖南。